# Vlaamse Cultuurprijs voor Podiumkunsten
Der Vlaamse Cultuurprijs voor Podiumkunsten (etwa: Flandrischer Kulturpreis für darstellende Kunst) ist der alte Name eines seit 2003 vergebenen belgischen Kulturpreises der Region Flandern, der von der flandrischen Regionalregierung zuerkannt wird. 
Für die Organisation und Kommunikation ist CultuurNet Vlaanderen zuständig, eine vzw, also Gemeinnütziger Verein, der von der Regierung finanziert wird. Seit 2004 ist der Preis mit 12.500 € dotiert. Ab 2014 wird auch ein separater Preis für Zirkuskunst vergeben. 
Ab 2017 werden alle Flämischen Kulturpreise zusammengefasst unter dem Namen Ultimas - Vlaamse Cultuurprijzen.

## Gewinner und Nominierte
- 2003: Eric De Volder; Nominierungen: Guy Cassiers und Marianne Van Kerkhoven
- 2004: Marianne Van Kerkhoven; Nominierungen: Onder de Torens und Pieter De Buysser
- 2005: Tone Brulin; Nominierungen: Grace Ellen Barkey und Benjamin Verdonck
- 2006: Viviane De Muynck; Nominierungen: Muziektheater Transparant und Kris Cuppens
- 2007: Abattoir Fermé; Nominierungen: Jan Bijvoet und Meg Stuart
- 2008: Meg Stuart; Nominierungen: Benjamin Verdonck und Kris Verdonck
- 2009: Benjamin Verdonck; Nominierungen: CREW und LOD
- 2010: Braakland/ZheBilding
- 2011: Sidi Larbi Cherkaoui
- 2012: rekto:verso
- 2013: Theater Aan Zee
- 2014: RITCS Opleiding Drama
- 2015: Berlin
- 2016: fABULEUS
- 2017 erstmals erfasst als eine Kategorie der Ultimas mit dem Namen „Podiumkunsten“: Moussem
- 2018: d e t h e a t e r m a k e r
- 2019: Decoratelier
- 2020: State of the Arts
- 2021: Lucinda Ra
- 2022: Studio ORKA